# Ein Gefühl von Sommer ... : niederländische Moderne aus der Sammlung Singer Laren
Ein Gefühl von Sommer ... : niederländische Moderne aus der Sammlung Singer Laren war der Titel einer Ausstellung, die vom 11. Mai bis 25. August 2019 im Museum Ostwall in Dortmund in Zusammenarbeit mit dem niederländischen Kunstmuseum Singer Laren in Laren gezeigt wurde.

## Ausstellung

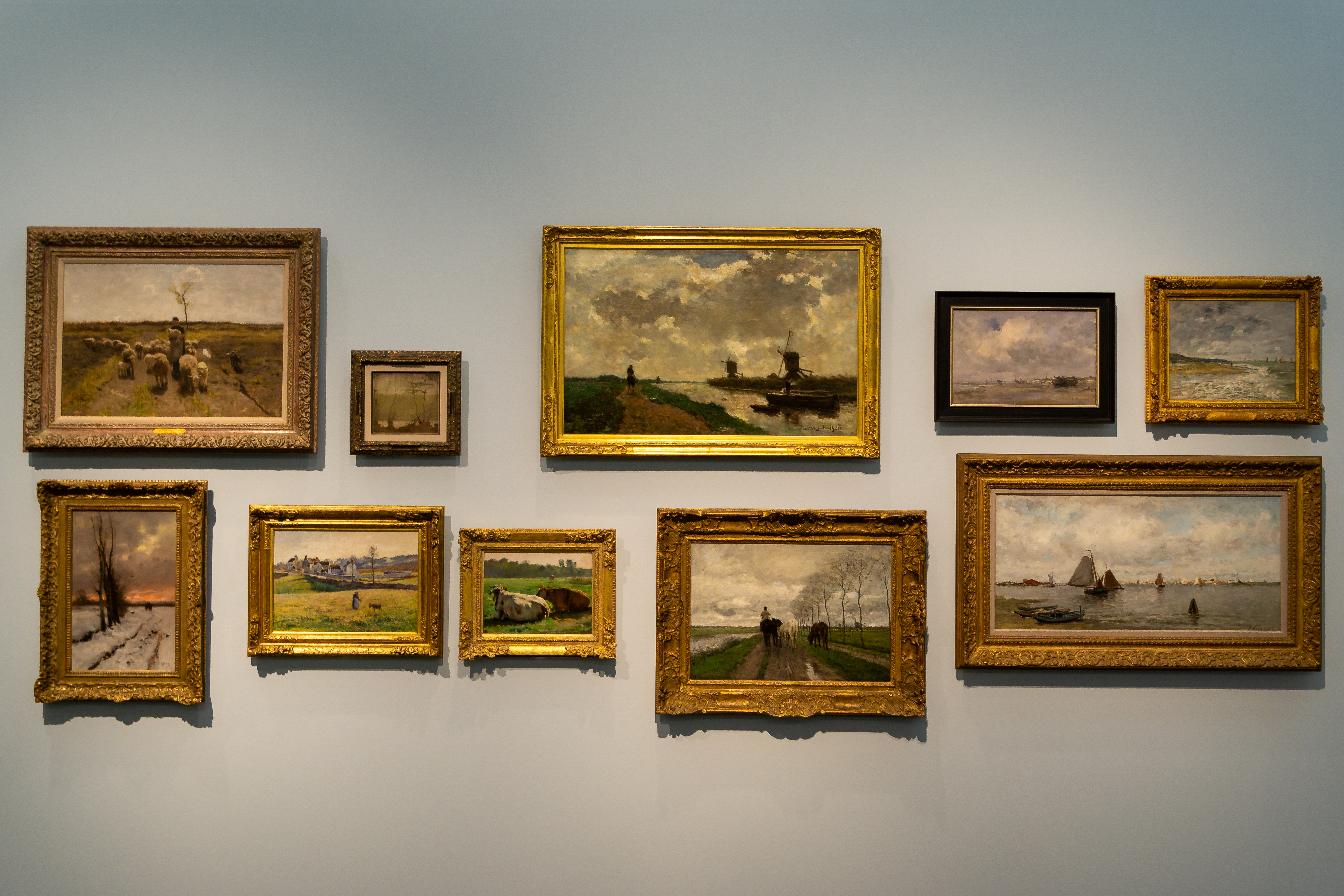
Bilder in der Ausstellung

Die Ausstellung zeigte Werke aus der Kunstsammlung von Anna Brugh Singer (1878–1962) und William Henry Singer (1868–1943), die das Kernstück der Sammlung des Museums Singer Laren bilden. Sie umfasst Malereien der Haager Schule, Larener Schule, Bergener Schule, des Amsterdamer Impressionismus und Werke aus dem Umfeld der Schule von Barbizon. William Henry Singer selbst war mit sechs Werken vertreten. Ab 1956 wurde die Sammlung durch Ankäufe, Schenkungen und Leihgaben erweitert und unter anderem mit Werken des Expressionismus, Neoimpressionismus, Pointillismus, Kubismus bis zu De Stijl und der Geometrischen Abstraktion ergänzt, die in der Ausstellung ebenfalls vertreten waren.
Ausgangspunkte der Ausstellung waren die Beziehung der Singers zu Laren als auch die Besonderheit der Künstlerkolonie mit ihren zwei künstlerischen Polen. Die Ausstellung gliederte sich dementsprechend in verschiedene Themenfelder, die in zehn Kabinetten veranschaulicht wurden, wie etwa „Landschaft und Genre“, „Modernes Leben“, „Moderne Landschaft“, „Die Avantgarde“, „Die Bergener Schule“, „Der Groninger Kunstkreis De Ploeg“, „Der Weg zur Abstraktion“ und „Porträts“. Neben den Werken von Henry Singer präsentierte ein Bereich die ersten Ankäufe der Singers mit Bildern aus der Schule von Barbizon und der Haager Schule. Zeitlich daran anschließend war ein Bereich dem Amsterdamer Impressionismus gewidmet, gefolgt von Werken der niederländischen Avantgarde.
Ergänzt wurde die Ausstellung durch wandgroße Schwarzweiß-Reproduktionen alter Fotografien von Laren und Umgebung. Gleichzeitig wurden in einem eigenen Raum unter dem Titel „& Zitronenlimonade“ Beiträge von 14 Studierenden am Institut für Kunst und Materielle Kultur der Technischen Universität Dortmund unter der Leitung von Tillmann Damrau gezeigt, die den Ausstellungstitel aus ihrer Perspektive interpretierten.
Während insgesamt 110 Bilder aus der Sammlung Singer Laren in Dortmund ausgestellt waren, wurden zur gleichen Zeit 70 expressionistische Werke aus der Dortmunder Sammlung in Laren gezeigt. Kuratiert wurde die Ausstellung von Regina Selter und Stefanie Weißhorn-Ponert und eröffnet von Beate Gerlings, Botschaftsrätin für Kultur und Kommunikation des Königreichs der Niederlande. Zur Ausstellung erschien 2019 der ausführliche Katalog Niederländische Moderne.
Das Kulturmagazin Trailer urteilte, die Ausstellung sei „ein weitgehend chronologischer Spaziergang durch die niederländischen Avantgarden im frühen 20. Jahrhundert – in Ausschnitten gewiss, aber mit etlichen wunderbaren Malereien.“ Neben der Darstellung von Landschaft und dem dörflichen Leben zeige sie Symbolismus, Jugendstil, Expressionismus und gestenreiche Figurenbilder. „Und schließlich sind, zusammengestellt am Ende der Ausstellung, Porträts zu sehen. Entdeckungen sind die zwischen Kubismus und Expressionismus angesiedelten Malereien von Else Berg (1877-1942) und die überraschend zeitlosen, netzartig organisierten Bilder von Lou Loeber (1894-1983), die durch die Präsentation noch hervorgehoben sind.“
In der Ausstellung wurden Werke niederländischer und französischer Künstler gezeigt
- Peter Alma
- Jan Altink
- Chris Beekman
- Else Berg
- Martin Borgord
- Gijs Bosch Reitz
- Eugène Boudin
- George Hendrik Breitner
- Co Breman
- Henk Chabot
- Joan Collette
- Arnout Colnot
- Charles-François Daubigny
- Gustave de Smet
- Johan Dijkstra
- Kees van Dongen
- Jacob Dooijewaard
- Julien Dupré
- Dirk Filarski
- Leo Gestel
- Herman Gouwe
- Ferdinand Hart Nibbrig
- Arina Hugenholtz
- Vilmos Huszár
- Frans Huysmans
- Isaac Israëls
- Jozef Israëls
- Willem George Frederik Jansen
- Hein Kever
- Henri Le Fauconnier
- Henri Le Sidaner
- Bart van der Leck
- Max Liebermann
- Lou Loeber
- Adriaan Lubbers
- Jan Mankes
- Jacob Maris
- Anton Mauve
- Henk Melgers
- Piet Mondrian
- Albert Neuhuys
- Willem Paerels
- Evert Pieters
- Nico van Rijn
- Lodewijk Schelfhout
- Mommie Schwarz
- William Henry Singer, jr.
- Anna Sluijter
- Jan Sluijters
- Jan Willem Sluiter
- Quirijn van Tiel
- Jan Toorop
- Jan Veth
- Victor Vignon
- Jaap Weijand
- Johan Hendrik Weissenbruch
- Hendrik Nicolaas Werkman
- Jan Wiegers

## Gemälde in der Ausstellung
| Titel                                                            | Künstler                      | Entstehung      | Technik                                                        | Format/cm                                   | Sammlung, Ort, Leihgeber | Bild |
| ---------------------------------------------------------------- | ----------------------------- | --------------- | -------------------------------------------------------------- | ------------------------------------------- | --- | ---- |
| Gentilly                                                         | Peter Alma                    | 1913            | Aquarell auf Ecru-Papier                                       | 51,8 × 56,5                                 | Singer Laren, erworben mit Mitteln der Stichting Vrienden van Singer Laren 1991                                                              | -    |
| Die Kartoffelpflücker                                            | Jan Altink                    | 1925            | Öl und Wachs auf Leinwand                                      | 70 × 60                                     | Singer Laren, Schenkung Renée Smithuis 2014                                                                                                  | -    |
| Drei Figuren mit Handkarren                                      | Chris Beekman                 | 1917            | Öl auf Leinwand                                                | 45,2 × 75,3                                 | Singer Laren, erworben mit Mitteln der Stichting Vrienden van Singer Laren mit Unterstützung der Vereniging Rembrandt 2003                   | -    |
| Vorstudie für einen Kopf                                         | Chris Beekman                 | 1917–1919       | Schwarze und farbige Kreide auf grauem Vergé-Papier            | 34,7 × 30                                   | Singer Laren, erworben mit Mitteln der Stichting Vrienden van Singer Laren 1997                                                              | -    |
| Mallorca                                                         | Else Berg                     | um 1914         | Öl auf Leinwand                                                | 57,5 × 48,3                                 | Singer Laren, Leihgabe aus Privatbesitz |      |
| Mystischer Teich                                                 | Else Berg                     | 1915            | Öl auf Leinwand                                                | 87,5 × 77,5                                 | Singer Laren, erworben mit Mitteln der Stichting Vrienden van Singer Laren 1995                                                              |      |
| Bauernhof in Schoorl                                             | Else Berg                     | 1916            | Öl auf Leinwand                                                | 50 × 65                                     | Singer Laren, Schenkung Renée Smithuis 2014                                                                                                  |      |
| Stillleben mit weißer Campanula und Lilie                        | Else Berg                     | 1917            | Öl auf Leinwand                                                | 105 × 90                                    | Singer Laren, Schenkung Renée Smithuis 2014                                                                                                  |      |
| Porträt von Frau Anna Singer-Brugh                               | Martin Borgord                | 1905            | Öl auf Leinwand                                                | 55,7 × 46,5                                 | Singer Laren, Schenkung Anna Singer-Brugh 1956                                                                                               |      |
| Kirchgänger verlassen die alte St. Janskerk in Laren             | Gijs Bosch Reitz              | 1892/93         | Öl auf Leinwand                                                | 91 × 136                                    | Singer Laren, Schenkung Familie Six, 1969 |      |
| Die Küste bei Deauville                                          | Eugène Boudin                 | 1896            | Öl auf Holz                                                    | 32,8 × 41                                   | Singer Laren, Schenkung Anna Singer-Brugh 1956                                                                                               |      |
| Dame mit Schleier                                                | George Hendrik Breitner       | 1886            | Öl auf Leinwand                                                | 100,5 × 60                                  | Singer Laren, erworben mit Mitteln der Stichting Vrienden van Singer Laren 1971                                                              |      |
| Sitzender Halbakt                                                | George Hendrik Breitner       | um 1890         | Öl auf Leinwand                                                | 70 × 80                                     | Singer Laren, Schenkung Groeneveld-Woerlee 1993                                                                                              |      |
| Der Dam (die Nieuwe Kerk in Amsterdam)                           | George Hendrik Breitner       | 1891            | Öl auf Leinwand                                                | 102 × 152,5                                 | Singer Laren, erworben mit Mitteln der Stichting Vrienden van Singer Laren mit Unterstützung von Anna Singer-Brugh 1961                      |      |
| Durchbruch Raadhuisstraat Amsterdam                              | George Hendrik Breitner       | 1898            | Öl auf Leinwand                                                | 44,5 × 66,5                                 | Singer Laren, Nachlass Schwester Kora Cosman 1964                                                                                            |      |
| Dorfansicht in Blaricum                                          | Co Breman                     | 1899            | Öl auf Leinwand                                                | 142 × 101,5                                 | Singer Laren, erworben mit Mitteln der Stichting Vrienden van Singer Laren 1967                                                              |      |
| Morgenstunde, Blaricum                                           | Co Breman                     | 1903            | Öl auf Leinwand                                                | 26 × 54                                     | Singer Laren, Schenkung aus Privatbesitz 1999                                                                                                |      |
| Nachmittag, Blaricum                                             | Co Breman                     | 1903            | Öl auf Leinwand                                                | 26 × 54                                     | Singer Laren, Schenkung aus Privatbesitz 1999                                                                                                |      |
| Selbstporträt                                                    | Henk Chabot                   | undatiert       | Öl auf Leinwand                                                | 95 × 77                                     | Singer Laren, Schenkung Renée Smithuis 2014                                                                                                  |      |
| Blick auf Blaricum                                               | Joan Collette                 | 1917            | Aquarell, rote und schwarze Kreide auf blaugrauem Vergé-Papier | 48,8 × 57,6                                 | Singer Laren, Schenkung aus Privatbesitz 1973                                                                                                | -    |
| Stillleben auf Tisch                                             | Arnout Colnot                 | 1918            | Öl auf Leinwand                                                | 90 × 100                                    | Singer Laren, Schenkung Renée Smithuis 2014                                                                                                  | -    |
| Abendstimmung                                                    | Charles-François Daubigny     | um 1867         | Öl auf Holz                                                    | 24,5 × 40,5                                 | Singer Laren, Schenkung Anna Singer-Brugh 1956                                                                                               |      |
| Brink in Laren, Abend                                            | Gustave de Smet               | 1916            | Öl auf Leinwand                                                | 113 × 133                                   | Singer Laren, erworben mit Mitteln der Stichting Vrienden van Singer Laren mit Unterstützung der Vereniging Rembrandt und dem VSB Fonds 2000 |      |
| Trocknende Aalreusen hinter dem Blauwborgje                      | Johan Dijkstra                | 1924            | Öl und Wachs auf Leinwand                                      | Singer Laren, Schenkung Renée Smithuis 2014 | - |      |
| Der blaue Hut                                                    | Kees van Dongen               | 1937            | Öl auf Leinwand                                                | 55 × 33                                     | Singer Laren, Schenkung Anna Singer-Brugh 1956                                                                                               | -    |
| Spielende Kinder im Westerpark in Amsterdam                      | Jacob Dooijewaard             | 1899            | Öl auf Leinwand                                                | 31,5 × 42                                   | Singer Laren, Schenkung Anna Singer-Brugh 1956                                                                                               | -    |
| Porträt von William Singer jr.                                   | Jacob Dooijewaard             | 1943            | Öl auf Multiplex-Platte                                        | 34 × 25,5                                   | Singer Laren, Schenkung Anna Singer-Brugh 1956                                                                                               | -    |
| Kühe auf einer Weide                                             | Julien Dupré                  | undatiert       | Öl auf Holz                                                    | 26,5 × 35                                   | Singer Laren, Schenkung Anna Singer-Brugh 1956                                                                                               |      |
| Tannen am Meer, Norderney                                        | Dirk Filarski                 | 1911            | Öl auf Leinwand                                                | 41,5 × 58                                   | Singer Laren, Schenkung Renée Smithuis 2014                                                                                                  | -    |
| Blick auf den Uri-Rotstock. Die Ebene von Bauen                  | Dirk Filarski                 | 1917            | Öl auf Leinwand                                                | 65 × 90                                     | Singer Laren, Schenkung Renée Smithuis 2014                                                                                                  | -    |
| Stillleben mit Blumen                                            | Leo Gestel                    | 1913            | Öl auf Leinwand                                                | 111 × 85                                    | Singer Laren, Schenkung Sammlung Nardinc |      |
| Schnee im Alten Hof                                              | Leo Gestel                    | 1917            | Öl auf Leinwand                                                | 52 × 40                                     | Singer Laren, Schenkung Renée Smithuis 2014                                                                                                  |      |
| Die Säerin                                                       | Herman Gouwe                  | 1918            | Öl auf Leinwand                                                | 135,5 × 106                                 | Singer Laren, erworben mit Mitteln der Stichting Vrienden van Singer Laren 2004                                                              | -    |
| Dünen und Meer in Zoutelande                                     | Ferdinand Hart Nibbrig        | undatiert       | Öl auf Leinwand                                                | 42 × 59,5                                   | Singer Laren, Nachlass Frau C. C. Voûte 1999                                                                                                 |      |
| Auf den Dünen in Zandvoort                                       | Ferdinand Hart Nibbrig        | 1892            | Öl auf Leinwand                                                | 42 × 58                                     | Singer Laren, Schenkung P. J. Hart Nibbrig 1981                                                                                              |      |
| Der Koesweerd                                                    | Ferdinand Hart Nibbrig        | um 1899         | Öl auf Leinwand                                                | 65,5 × 54,5                                 | Singer Laren, Schenkung P. J. Hart Nibbrig 1985                                                                                              |      |
| Obstgarten                                                       | Ferdinand Hart Nibbrig        | um 1903         | Öl auf Leinwand                                                | 50,5 × 60,5                                 | Singer Laren, Schenkung P. J. Hart Nibbrig 1985                                                                                              |      |
| Blick auf Zoutelande                                             | Ferdinand Hart Nibbrig        | um 1910–1915    | Öl auf Leinwand                                                | 104 × 119                                   | Singer Laren, Schenkung F. E. Hart Nibbrig 1967                                                                                              |      |
| Zoutelande                                                       | Ferdinand Hart Nibbrig        | um 1910–1915    | Öl auf Leinwand                                                | 70,5 × 120,5                                | Singer Laren, Schenkung P. J. Hart Nibbrig 1985                                                                                              |      |
| Kinder an einem Zaun                                             | Arina Hugenholtz              | undatiert       | Öl auf Leinwand auf Holz aufgezogen                            | 36 × 46                                     | Singer Laren, Schenkung Anna Singer-Brugh 1956                                                                                               |      |
| Bridgespieler                                                    | Vilmos Huszár                 | 1932/33         | Öl auf Leinwand                                                | 71 × 81                                     | Singer Laren, Leihgabe aus Privatbesitz | -    |
| Fest im Rustende Jager in Bergen                                 | Frans Huysmans                | 1914            | Öl auf Leinwand                                                | 150 × 180                                   | Singer Laren, Schenkung Renée Smithuis 2014                                                                                                  | -    |
| Spielende Kinder in einem Park                                   | Isaac Israëls                 | undatiert       | Öl auf Leinwand                                                | 45,5 × 33                                   | Singer Laren, Leihgabe aus Privatbesitz |      |
| Frau auf einem Pariser Balkon                                    | Isaac Israëls                 | undatiert       | Öl auf Leinwand                                                | 70 × 39,5                                   | Singer Laren, Leihgabe aus Privatbesitz |      |
| Japanisches Mädchen mit Lippenstift                              | Isaac Israëls                 | um 1920         | Öl auf Leinwand                                                | 49,5 × 40                                   | Singer Laren, Schenkung Groeneveld-Woerlee 1993                                                                                              |      |
| Zur späten Stunde                                                | Jozef Israëls                 | 1880–1896       | Öl auf Leinwand                                                | 92 × 168                                    | Singer Laren, Leihgabe Rijksdienst voor het Cultuurel Erfgoed                                                                                |      |
| Strandansicht                                                    | Willem George Frederik Jansen | undatiert       | Öl auf Leinwand                                                | 33,5 × 46,5                                 | Singer Laren, Schenkung Anna Singer-Brugh 1956                                                                                               |      |
| Im Gemüsegarten                                                  | Hein Kever                    | undatiert       | Öl auf Leinwand                                                | 61 × 75                                     | Singer Laren, Schenkung Anna Singer-Brugh 1956                                                                                               |      |
| Stillleben mit Flaschen                                          | Henri Le Fauconnier           | 1913            | Öl auf Leinwand                                                | 55 × 38                                     | Singer Laren, Leihgabe Rijksdienst voor het Cultuurel Erfgoed                                                                                |      |
| Heim für alte Männer und Frauen in Zandvoort                     | Henri Le Fauconnier           | 1914            | Öl auf Leinwand                                                | 30 × 35                                     | Singer Laren, Schenkung Renée Smithuis 2014                                                                                                  |      |
| Der Traum des Vagabunden                                         | Henri Le Fauconnier           | 1916/17         | Öl auf Leinwand                                                | 200 × 110                                   | Singer Laren, Schenkung Renée Smithuis 2014                                                                                                  |      |
| Bretonisches Mädchen                                             | Henri Le Sidaner              | 1888            | Öl auf Leinwand                                                | 65,5 × 46,5                                 | Singer Laren, Schenkung Anna Singer-Brugh 1956                                                                                               |      |
| Pflügen                                                          | Bart van der Leck             | 1913            | Öl auf Leinwand                                                | 55 × 73                                     | Singer Laren, erworben mit Mitteln der Stichting Vrienden van Singer Laren mit Unterstützung der BankGiro Loterij 2015                       | -    |
| Komposition                                                      | Bart van der Leck             | 1917/18         | Öl auf Leinwand                                                | 40 × 32                                     | Singer Laren, erworben mit Mitteln der Vereniging Rembrandt, der BankGiro Loterij und des Mondriaan Fonds 2019                               | -    |
| Bauernmädchen mit Kuh                                            | Bart van der Leck             | 1922            | Fotolithografie auf Velin                                      | 38 × 48                                     | Singer Laren, Schenkung Paul Brandt, Antwerpen 2010                                                                                          | -    |
| Schale mit Äpfeln                                                | Bart van der Leck             | 1922            | Fotolithografie auf Velin                                      | 30 × 43                                     | Singer Laren, Schenkung Paul Brandt, Antwerpen 2010                                                                                          | -    |
| Studie zum „Schulgang in Laren“                                  | Max Liebermann                | um 1898         | Öl auf Leinwand / Kreide auf Velin                             | 113 × 152 / 11,1 × 19                       | Galerie Ludorff, Düsseldorf |      |
| Heidehügel                                                       | Lou Loeber                    | 1921            | Kohle auf Velin                                                | 49,1 × 72,9                                 | Singer Laren, Schenkung Sammlung Meentwijck 1999                                                                                             | -    |
| Heidehügel „De Zijpenberg“                                       | Lou Loeber                    | 1921            | Öl auf Leinwand                                                | 50,5 × 78,5                                 | Singer Laren, Schenkung Sammlung Meentwijck 1993                                                                                             | -    |
| Mühle                                                            | Lou Loeber                    | 1922            | Gouache auf Papier auf Karton aufgezogen                       | 56 × 47                                     | Singer Laren, erworben mit Mitteln der Stichting Vrienden van Singer Laren 2013                                                              | -    |
| Die Stadt                                                        | Lou Loeber                    | 1923            | Öl auf Leinwand                                                | 44 × 60                                     | Singer Laren, Schenkung Renée Smithuis 2014                                                                                                  | -    |
| Kirche in Laren                                                  | Lou Loeber                    | 1925            | Öl auf Papier auf Hartfaserplatte aufgezogen                   | 48,5 × 40                                   | Singer Laren, erworben mit Mitteln der Stichting Vrienden van Singer Laren 1991                                                              | -    |
| Kopf (Porträt von Toon Verhoef)                                  | Lou Loeber                    | 1925            | Gouache auf Holz                                               | 69 × 54,8                                   | Singer Laren, Leihgabe Rijksdienst voor het Cultuurel Erfgoed                                                                                | -    |
| Die Lesende                                                      | Lou Loeber                    | 1930            | Öl auf Karton                                                  | 48 × 40,5                                   | Singer Laren, Schenkung Sammlung Meentwijck 2000                                                                                             | -    |
| Kahnfahrer                                                       | Lou Loeber                    | 1974            | Siebdruck auf weißem Büttenpapier, nach einem Entwurf von 1928 | 29,8 × 43,3                                 | Singer Laren, Schenkung Lou Loeber 1974 | -    |
| Mann am Ofen                                                     | Lou Loeber                    | 1974            | Linolschnitt auf Japanpapier, nach einem Gemälde von 1947      | 30 × 24,5                                   | Singer Laren, Schenkung Lou Loeber 1974 | -    |
| Schlafende                                                       | Lou Loeber                    | 1974            | Siebdruck auf weißem Büttenpapier, nach einem Entwurf von 1928 | 53 × 53                                     | Singer Laren, Schenkung aus Privatbesitz 2011                                                                                                | -    |
| Abstraktion, Komposition                                         | Adriaan Lubbers               | 1922            | Öl auf Leinwand                                                | 60 × 43                                     | Singer Laren, Schenkung Renée Smithuis 2014                                                                                                  | -    |
| Times Square                                                     | Adriaan Lubbers               | 1953            | Öl auf Leinwand                                                | 42 × 48                                     | Singer Laren, Schenkung aus Privatbesitz 2008                                                                                                | -    |
| Nebellandschaft                                                  | Jan Mankes                    | 1915            | Öl auf Leinwand                                                | 19,5 × 21                                   | Singer Laren, Schenkung Annie Mankes-Zernike 1958                                                                                            |      |
| Buiten-IJ                                                        | Jacob Maris                   | 1873            | Öl auf Leinwand                                                | 46 × 93                                     | Singer Laren, erworben mit Mitteln der Stichting Vrienden van Singer Laren 1963                                                              |      |
| Heimwärts                                                        | Anton Mauve                   | 1874            | Öl auf Leinwand                                                | 43 × 63                                     | Singer Laren, erworben mit Mitteln der Stichting Vrienden van Singer Laren mit Unterstützung der BankGiro Loterij 2011                       |      |
| Das neugeborene Lamm                                             | Anton Mauve                   | um 1884         | Öl auf Leinwand                                                | 50 × 70                                     | Singer Laren, Schenkung aus Privatbesitz 2013                                                                                                |      |
| Schneelandschaft bei Sonnenuntergang                             | Anton Mauve                   | um 1885–1887    | Öl auf Leinwand                                                | 51 × 34                                     | Singer Laren, erworben mit Mitteln der Stichting Vrienden van Singer 1968                                                                    |      |
| Landschaft mit verliebtem Paar                                   | Henk Melgers                  | 1926            | Öl und Wachs auf Leinwand                                      | 67 × 76                                     | Singer Laren, Schenkung Renée Smithuis 2014                                                                                                  | -    |
| Bauernhof mit Baumallee an der Gein                              | Piet Mondrian                 | 1905–1907       | Öl auf Leinwand                                                | 35,8 × 45,3                                 | Stichting Gifted Art, Rotterdam |      |
| Larener Frau an der Wiege (Jannetje Bus-Koster, geb. 25.02.1874) | Albert Neuhuys                | vor 1904        | Öl auf Leinwand                                                | 61 × 51                                     | Singer Laren, Schenkung Anna Singer-Brugh 1956                                                                                               |      |
| Mädchen mit Blume                                                | Albert Neuhuys                | um 1910         | Öl auf Leinwand auf Holz aufgezogen                            | 55 × 40                                     | Singer Laren, Schenkung Anna Singer-Brugh 1956                                                                                               |      |
| Porträt von Frau H. Paerels-Moulaert                             | Willem Paerels                | um 1940         | Öl auf Leinwand                                                | 100 × 80                                    | Singer Laren, Schenkung Frau H. Paerels-Moulaert                                                                                             | -    |
| Mutter und Kind                                                  | Evert Pieters                 | undatiert       | Öl auf Leinwand                                                | 79 × 93                                     | Singer Laren, Schenkung Anna Singer-Brugh 1956                                                                                               |      |
| Sommertag                                                        | Evert Pieters                 | undatiert       | Öl auf Leinwand                                                | 81 × 94                                     | Singer Laren, Schenkung Anna Singer-Brugh 1956                                                                                               |      |
| Am Strand entlang                                                | Evert Pieters                 | 1906            | Öl auf Leinwand                                                | 122,5 × 201,5                               | Singer Laren, Schenkung der Erben Evert Pieters 1958                                                                                         |      |
| Wagenpad, Laren                                                  | Nico van Rijn                 | undatiert       | Öl auf Leinwand                                                | 59 × 89                                     | Singer Laren, erworben mit Mitteln der Stichting Vrienden van Singer Laren 1974                                                              | -    |
| Rivage Ardennen                                                  | Lodewijk Schelfhout           | 1912            | Öl auf Leinwand                                                | 120 × 101                                   | Singer Laren, erworben mit Mitteln der Stichting Vrienden van Singer Laren mit Unterstützung der BankGiro Loterij 2014                       |      |
| Der Hof in Bergen                                                | Mommie Schwarz                | um 1916         | Öl auf Leinwand                                                | 82 × 71                                     | Singer Laren, Schenkung Renée Smithuis 2014                                                                                                  |      |
| Strand auf der Insel Monhegan                                    | William Henry Singer jr.      | 1901            | Öl auf Leinwand                                                | 51,5 × 64,5                                 | Singer Laren, Schenkung Anna Singer-Brugh 1956                                                                                               |      |
| Heidelandschaft am Tafelberg zu Blaricum                         | William Henry Singer jr.      | 1902            | Öl auf Leinwand                                                | 102 × 178,5                                 | Singer Laren, Schenkung Koninklijke Notariële Broederschap Ring Amsterdam 1994                                                               |      |
| In meinem Garten, Frühling                                       | William Henry Singer jr.      | 1912            | Öl auf Leinwand                                                | 46,5 × 55,5                                 | Singer Laren, Schenkung Anna Singer-Brugh 1956                                                                                               |      |
| Das Atelier des Malers                                           | William Henry Singer jr.      | 1913            | Öl auf Leinwand                                                | 51 × 61                                     | Singer Laren, Schenkung Anna Singer-Brugh 1956                                                                                               |      |
| Die zwei Kameraden                                               | William Henry Singer jr.      | 1924            | Öl auf Leinwand                                                | 85 × 80                                     | Singer Laren, Schenkung Anna Singer-Brugh 1956                                                                                               |      |
| Das Nordlicht                                                    | William Henry Singer jr.      | 1929            | Öl auf Leinwand                                                | 100 × 105                                   | Singer Laren, Nachlass Joseph Szymanski zu Ehren seiner Schwiegereltern Hans und Hildegard Pietschmann Lippert, München                      |      |
| Dorfansicht                                                      | Anna Sluijter                 | 1919            | Öl auf Leinwand                                                | 55 × 71                                     | Singer Laren, Schenkung Renée Smithuis 2014                                                                                                  | -    |
| Fauvistisches Damenporträt in Rosa                               | Jan Sluijters                 | um 1910         | Öl auf Leinwand                                                | 75,7 × 69,9                                 | Singer Laren, Leihgabe aus Privatbesitz | -    |
| Radfahrer in einer Landschaft bei Laren                          | Jan Sluijters                 | um 1910         | Öl auf Leinwand                                                | 50 × 70                                     | Singer Laren, Schenkung Sammlung Nardinc |      |
| Staphorster Mädchen                                              | Jan Sluijters                 | um 1915         | Öl auf Leinwand                                                | 78 × 48,5                                   | Singer Laren, erworben mit Mitteln der Stichting Vrienden van Singer Laren 1998                                                              |      |
| Loesje                                                           | Jan Sluijters                 | 1916            | Öl auf Leinwand                                                | 127 × 96                                    | Singer Laren, Leihgabe aus Privatbesitz |      |
| Die Artistin                                                     | Jan Sluijters                 | um 1917         | Öl auf Leinwand                                                | 112 × 95                                    | Singer Laren, Leihgabe Rijksdienst voor het Cultuurel Erfgoed                                                                                |      |
| Badende Figuren                                                  | Jan Willem Sluiter            | undatiert       | Öl auf Leinwand                                                | 40,3 × 50                                   | Singer Laren, Schenkung Anna Singer-Brugh 1956                                                                                               |      |
| Selbstporträt                                                    | Quirijn van Tiel              | 1938            | Öl auf Leinwand                                                | 81 × 63                                     | Singer Laren, Leihgabe Sammlung Regnault | -    |
| Dunkler Wintertag                                                | Quirijn van Tiel              | 1941            | Öl auf Leinwand                                                | 100 × 130                                   | Singer Laren, Schenkung Renée Smithuis 2014                                                                                                  | -    |
| Sommerlandschaft                                                 | Quirijn van Tiel              | 1942            | Öl auf Leinwand                                                | 110 × 125                                   | Singer Laren, Schenkung Renée Smithuis 2014                                                                                                  | -    |
| Abend vor dem Streik                                             | Jan Toorop                    | um 1888/89      | Öl auf Leinwand                                                | 65 × 77                                     | Singer Laren, Schenkung Sammlung Nardinc |      |
| Larener Mädchen mit Kornblumen                                   | Jan Veth                      | Öl auf Leinwand | um 1886                                                        | 29,5 × 24,5                                 | Singer Laren, Nachlass Frau A. J. Moes-Veth 1963                                                                                             |      |
| Sommer im Dorf Jouy                                              | Victor Vignon                 | undatiert       | Öl auf Leinwand                                                | 33 × 46,4                                   | Singer Laren, Schenkung Anna Singer-Bruhg 1956                                                                                               |      |
| Diskurs über den Krieg in der dritten Klasse                     | Jaap Weijand                  | 1918            | Öl auf Leinwand                                                | 93 × 127,5                                  | Singer Laren, Schenkung Renée Smithuis 2014                                                                                                  | -    |
| Früher Schnee beim Alten Hof                                     | Jaap Weijand                  | 1919            | Öl auf Leinwand                                                | 80 × 100                                    | Singer Laren, Schenkung Renée Smithuis 2014                                                                                                  | -    |
| Blick auf die Kirche in Groet                                    | Jaap Weijand                  | 1920            | Öl auf Leinwand                                                | 80 × 100                                    | Singer Laren, Schenkung Renée Smithuis 2014                                                                                                  | -    |
| Polderlandschaft mit Mühlen                                      | Johan Hendrik Weissenbruch    | 1890            | Öl auf Leinwand                                                | 60,3 × 93,5                                 | Singer Laren, erworben mit Mitteln der Stichting Vrienden van Singer Laren 1974                                                              |      |
| Morgenspaziergang im Herbst                                      | Hendrik Nicolaas Werkman      | um 1922         | Öl und Wachs auf Leinwand                                      | 64,5 × 54,3                                 | Singer Laren, Schenkung Alex de Haas (1896–1973), Kabarett-Historiker und Kleinkünstler, 1996                                                |      |
| Landschaft in der Schweiz                                        | Jan Wiegers                   | 1925            | Öl auf Leinwand                                                | 71 × 101                                    | Singer Laren, Schenkung Alex de Haas (1896–1973), Kabarett-Historiker und Kleinkünstler, 1996                                                | -    |
| Ameland                                                          | Jan Wiegers                   | 1930–1935       | Öl und Wachs auf Leinwand                                      | 57 × 70                                     | Singer Laren, Schenkung Renée Smithuis 2014                                                                                                  | -    |